# Kaiser Aluminum

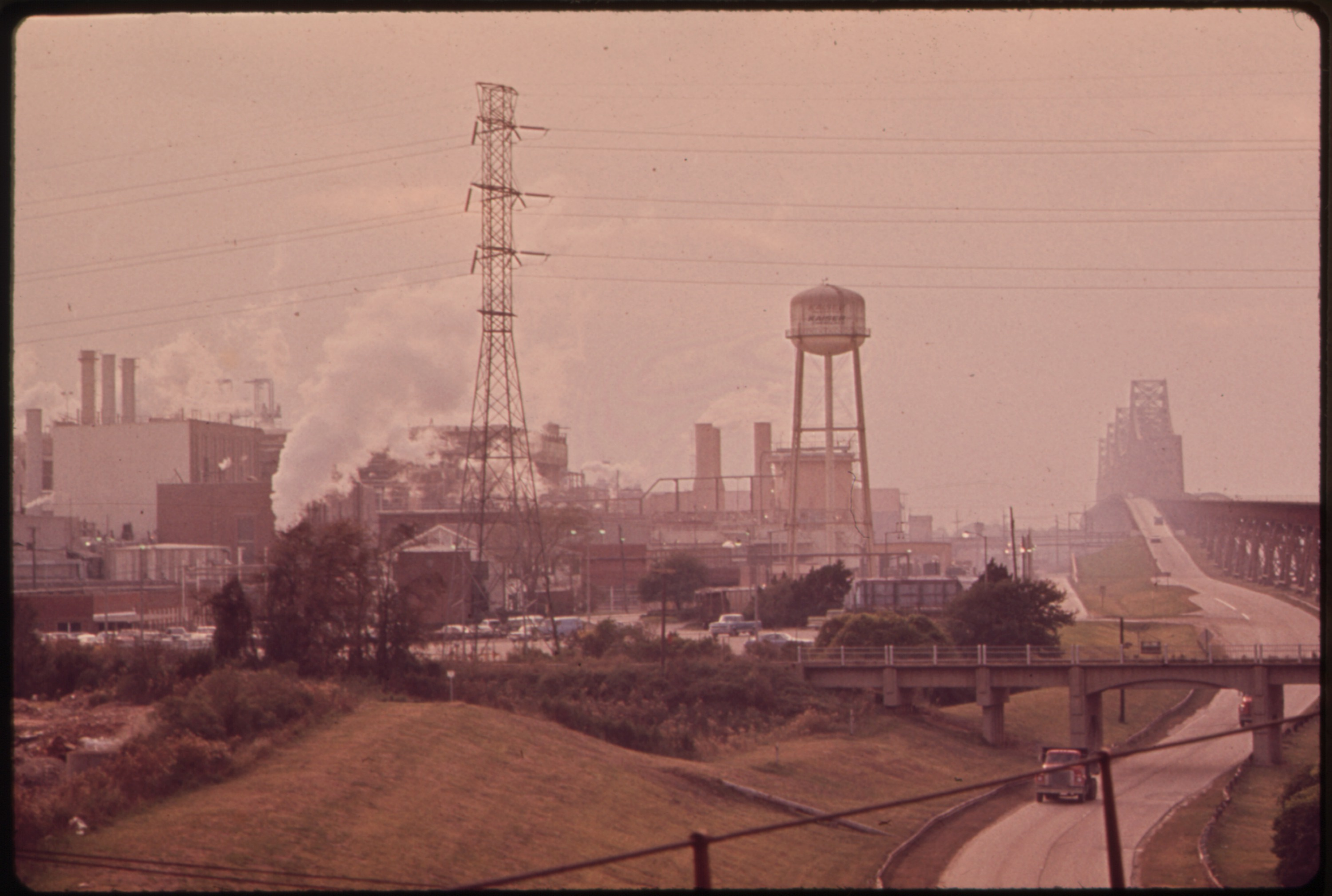
Das Werk von Kaiser Aluminum in Baton Rouge (1972). Auf der rechten Seite ist die alte Mississippi-Brücke zu sehen.

Kaiser Aluminum ist ein US-amerikanischer Hersteller von Metall-Halbzeugen aus Aluminium. Hierzu zählen unter anderem extrudierte Aluminiumstäbe, Röhren, Drähte oder Flachaluminium. Die Märkte, die Kaiser Aluminum beliefert, umfassen den Luftfahrzeug-, den Automobil- und den allgemeinen Maschinenbau. Kaiser betreibt 12 Produktionsstandorte in den Vereinigten Staaten und unterhält Vertriebsniederlassungen in Paris und Peking. Seinen Anfang nahm das Unternehmen 1946, als der berühmte Industrielle Henry John Kaiser drei staatseigene Aluminiumwerke im US-Bundesstaat Washington leaste und später aufkaufte. Die Produkte des Unternehmens werden auf vielfältige Art und Weise eingesetzt, ab dem Jahr 1959 wurde die Stahlstruktur der United States Air Force Academy Cadet Chapel in Colorado Springs mit Aluminium aus der Produktion Kaisers verkleidet. Das Bauwerk wurde 1996 mit dem Twenty-five Year Award prämiert. Aufgrund einer schlechten Wirtschaftslage, der Kalifornischen Elektrizitätskrise und Rechtsstreitigkeiten im Zusammenhang mit der Verwendung von Asbest, Kaiser produzierte in den 1950er Jahren unter anderem Brandschutzisolationen für die US-Marine, musste die Gesellschaft im Jahr 2002 Gläubigerschutz nach Chapter 11 anmelden. Der Insolvenz folgte eine Restrukturierungsphase bis 2006, nach der das Unternehmen das Insolvenzverfahren wieder verlassen konnte. Im Jahr 2018 übernahm Kaiser Aluminum die Imperial Machine & Tool Company, einen Auftragsfertiger für Frästeile und Bauteile, die durch additive Fertigungsverfahren hergestellt werden.
In den 1950er Jahren befanden sich am Standort Halethorpe in Maryland zwei der größten Extrusionspressen für Extrusionsteile aus Aluminium, welche im Zuge des Heavy Press Program entwickelt wurden. Die produzierten Leichtbauteile fanden hauptsächlich in der Luftfahrtindustrie Verwendung. Der Standort gehört heute zu Alcoa.